# Misie sui iuris Svatá Helena, Ascension a Tristan da Cunha
Misie sui iuris Svatá Helena, Ascension a Tristan da Cunha je katolickou misií a její ritus je latinský.

## Území
Misie zahrnuje ostrovy Svatá Helena, Ascension a Tristan da Cunha.
Sídlem misie je město Jamestown.
Misie se dělí na 3 farnosti. K roku 2017 měla 20 věřících, 2 misijní kněze a 2 řeholníky.

## Historie
Misie byla zřízena dne 18. srpna 1986, a to z území arcidiecéze Kapské Město.

## Seznam superiorů
- Anton Agreiter, M.H.M. (1986-2002)
- Michael Bernard McPartland, S.M.A. (2002-2016)
- Hugh David Renwich Turnbull Allan, O.Praem. (2016 -2024)
- Tom Thomas, I.C. (od 2024)